# Amanda Marshall

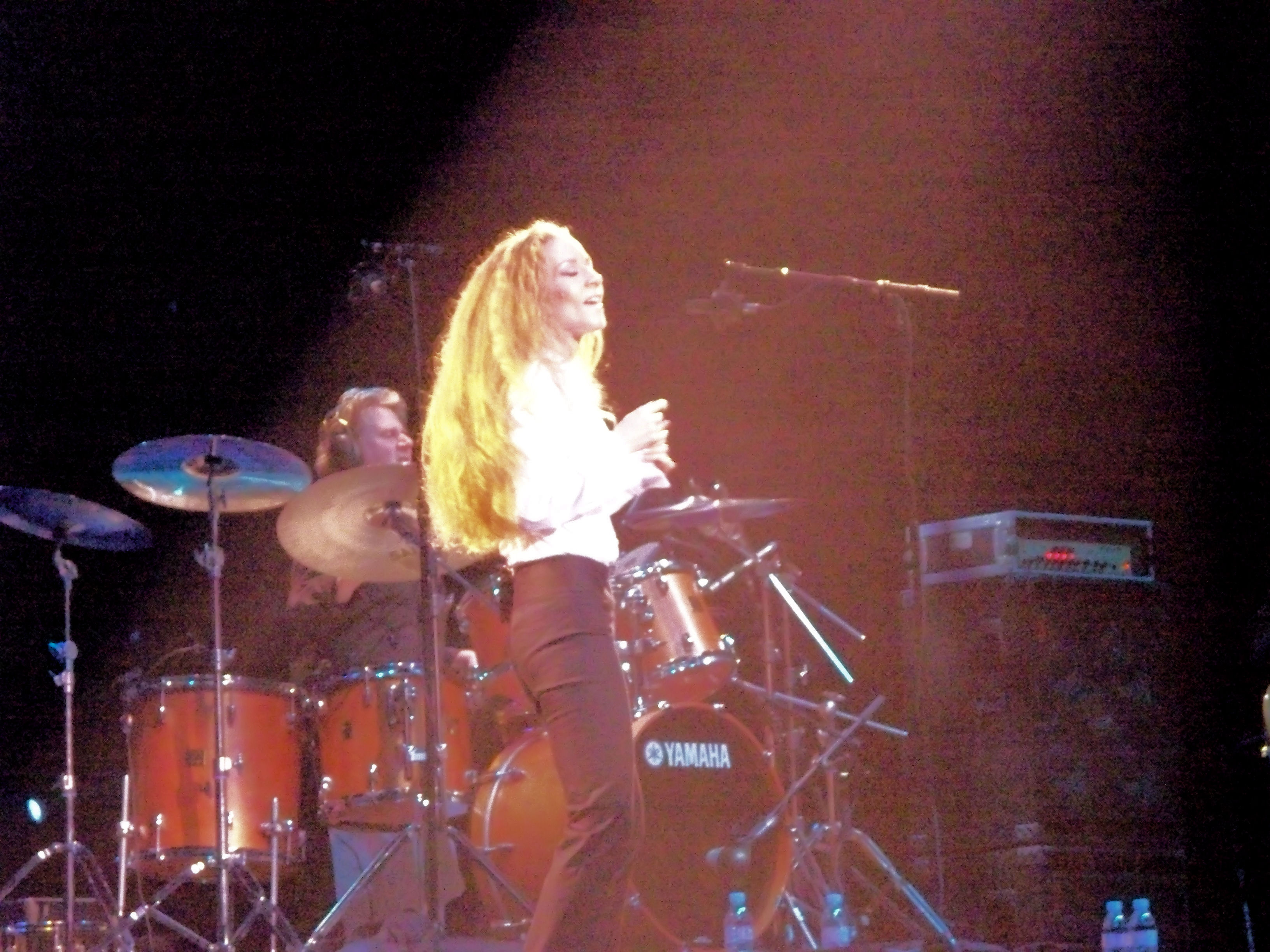
Amanda Marshall in 2007

Amanda Marshall (Toronto (Ontario), 29 augustus 1972) is een Canadees zangeres.

## Biografie
Marshalls vader is Canadees en haar moeder komt uit Trinidad. Ze studeerde muziek aan de Toronto Conservatory of Music. Terwijl ze optrad in de Queen Street West bar in haar tienerjaren, ontmoette ze gitarist Jeff Healey, die onder de indruk was van haar krachtige stem en haar mee op tournee nam. Er werd haar een platencontract aangeboden door Columbia Records in 1991, maar ze koos ervoor een paar jaar te wachten. In 1994 tekende Marshall een contract bij Sony Records. Ze bracht in 1996 haar titelloze debuutalbum (Amanda Marshall) uit. Het album werd een grote hit in Canada (achtmaal platina), met zes Top 40-hits in Canada (Let It Rain, Beautiful Goodbye, Dark Horse, Fall from Grace, Sitting on Top of the World en Birmingham).
Ter ondersteuning van het album ging Marshall op tournee met John Mellencamp. Ook verschenen haar nummers op de soundtracks van My Best Friend's Wedding en Tin Cup. Ondertussen was haar eigen album goud geworden in Nederland, Duitsland, Noorwegen en Australië. In de VS werden van de cd 300.000 exemplaren verkocht, maar de grote doorbraak bleef daar uit. In Canada werd de status van acht keer platina bereikt. Na de tournee ging Marshall terug naar de studio, waar ze ruim de tijd nam voor haar tweede album Tuesday's Child, dat half mei 1999 verscheen. Vervolgens deed Marshall een groots opgezette tournee, die haar langs twintig plekken in Canada en 25 Europese steden voerde. Met singles Believe in You, Love Lift Me en Shades of Gray had Marshall opnieuw hits in de Canadese hitlijsten.
Hierna legde de zangeres zich toe op de realisatie van haar derde plaat, die in 2001 verscheen onder de titel Everybody's Got a Story. Op dit album veranderde haar stijl enigszins door een invloed van lichte rhythm-and-blues. Met de singles Everbody's Got a Story en Sunday Morning After scoorde ze hoog in Canada. In 2003 verscheen een verzamelalbum, getiteld Intermission: The Greatest Hits. Na de verschijning hiervan verdween Marshall uit de muziekwereld. Dit was onder meer te wijden aan een juridische strijd met haar platenlabel nadat ze in 2002 haar management had ontslagen. Deze gevechten werden ongeveer 12 jaar lang niet opgelost. Tijdens een radio-interview in 2012 kondigde Marshall aan dat ze aan een nieuw album werkte dat op dat moment voor 70% klaar was. Uiteindelijk is deze nooit uitgekomen. In 2023 - exact 20 jaar na de release van haar eerste verzamelalbum - werd bekend dat Marshall dan eindelijk haar langverwachte comeback zou maken. In maart van dat jaar verscheen I Hope She Cheats, de eerste single van een nieuw album getiteld Heavy Lifting dat in de zomer verscheen. Rond diezelfde periode ging Marshall op tournee in Canada. 

## Discografie

### Albums
- Amanda Marshall (1996)
- Tuesday's Child (1999)
- Everybody's Got a Story (2001)
- Intermission: The Singles Collection (2003)
- Heavy Lifting (2023)

### Singles
- 1996: Let It Rain (nr. 14 in Canada, nr. 20 in de Tipparade)
- 1996: Birmingham (nr. 10 in Canada)
- 1996: Fall from Grace (nr. 11 in Canada)
- 1996: Beautiful Goodbye (nr. 16 in Canada, nr. 22 in de Nederlandse Top 40, nr. 20 in de Mega Top 50)
- 1996: Dark Horse (nr. 12 in Canada)
- 1997: Sitting on Top of the World (nr. 8 in Canada)
- 1997: Trust Me (This Is Love)
- 1997: This Could Take All Night
- 1997: I'll Be Okay (film My Best Friend's Wedding)
- 1998: Believe in You (nr. 16 in Canada)
- 1999: Love Lift Me (nr. 13 in Canada)
- 1999: If I Didn't Have You
- 2000: Shades of Gray (nr. 34 in Canada)
- 2000: Why Don't You Love Me?
- 2001: Everybody's Got a Story (nr. 6 in Canada, nr. 92 in de Mega Top 100)
- 2002: Sunday Morning After (nr. 20 in Canada)
- 2002: Double Agent
- 2003: Marry Me
- 2003: The Voice Inside
- 2005: Until We Fall In
- 2023: I Hope She Cheats
- 2023: Dawgcatcher

### NPO Radio 2 Top 2000
| Nummer met noteringen in de NPO Radio 2 Top 2000 | '14  | '15  | '16  | '17  | '18  | '19  | '20  | '21 | '22  | '23  | '24  |
| ------------------------------------------------ | ---- | ---- | ---- | ---- | ---- | ---- | ---- | --- | ---- | ---- | ---- |
| Beautiful Goodbye                                | 1378 | 1201 | 1473 | 1444 | 1494 | 1817 | 1928 | -   | 1813 | 1686 | 1669 |

1. ↑  Een '-' betekent dat het nummer niet was genoteerd en een vetgedrukt getal geeft de hoogste notering aan.
2. ↑  2014 was het eerste jaar met een notering voor dit nummer.